# Espen Søgård
Espen Søgård (Fetsund, 10 ottobre 1979) è un ex calciatore norvegese, centrocampista del Fet.

## Carriera

### Club
Søgård iniziò a giocare a calcio a livello professionistico nel Lillestrøm, squadra per cui debuttò nella Tippeligaen il 7 luglio 1999: subentrò infatti a Jarkko Wiss per gli ultimi minuti dell'incontro tra il suo club e il Kongsvinger, conclusosi con una vittoria per 6-2.
Il 26 ottobre 2000 esordì nelle competizioni europee per club: subentrò infatti a Magnus Kihlberg nella sconfitta casalinga per 3-1 contro il Deportivo Alavés, in una partita valida per la Coppa UEFA 2000-2001. La prima rete in campionato, invece, arrivò il 29 aprile 2001: fu lui a segnare la rete del momentaneo 1-1 tra Lillestrøm e Sogndal (ed il match si concluse poi con il successo della sua squadra per 4-1).
Il 7 agosto 2002 debuttò anche nella Champions League, seppure soltanto nel secondo turno preliminare: subentrò infatti a Stian Berget nella sconfitta per 1-0 in casa dello Željezničar.
Il 6 novembre 2005 arrivò assieme alla sua squadra a contendersi l'edizione stagionale della Coppa di Norvegia contro il Molde, ma il Lillestrøm fu sconfitto per 4-2. Due anni dopo, però, riuscì a vincere il trofeo: fu infatti titolare nel successo per 2-0 della finale contro lo Haugesund.
L'8 agosto 2011 si trasferì a titolo definitivo allo Start. Esordì in squadra il 21 agosto seguente, nella sconfitta per 2-0 contro il Sogndal. A fine stagione, la squadra retrocesse. Il 2 luglio 2012, fu reso noto il suo ritorno al Lillestrøm, a partire dal 1º agosto successivo. Il 4 dicembre, a campionato concluso, fu ufficializzato il suo ritiro dal calcio professionistico, rimanendo però legato al Lillestrøm con un ruolo dirigenziale. Continuò comunque a giocare a livello amatoriale, nelle file del Fet.

### Nazionale
Søgård esordì per la Norvegia under 21 il 31 maggio 2000, nel pareggio per 2-2 in casa della Germania under 21. Il 1º giugno 2001 andò in rete nel successo per 3-1 in casa dell'Ucraina under 21.
Il 25 gennaio 2005 debuttò per Norvegia nel successo per 1-0 in amichevole contro il Bahrein: Søgård subentrò a Raymond Kvisvik.

## Palmarès

### Club

#### Competizioni nazionali
- Coppa di Norvegia: 1

Lillestrøm: 2007